# Нєвєров Павло Олександрович
Павло Олександрович Нєвєров (нар. 13 липня 1958, Київ, УРСР) — радянський футболіст та український тренер, виступав на позиції півзахисника.

## Клубна кар'єра
На клубному рівні виступав за «Спартак» (Івано-Франківськ), «Нива-Борисфен» (Миронівка), «Спартак» (Кострома), «Спартак» (Житомир), «Схід» (Київ), «Металіст» (Київ) та «Факел» (Фастів).

## Кар'єра в збірній
Кар'єру тренера розпочав по завершенні кар'єри гравця. У 1979 році закінчив Державний інститут фізичного виховання України, а в 1994 році — Вищу школу тренерів у Києві. З 1988 року працював головним тренером збірну Української РСР ДСТ «Трудові резерви». У 1992 році очолив «Ниву» (Миронівка), який згодом змінив назву на «Ниву-Борисфен» (Миронівка). У жовтні 1995 року призначений головним тренером київської «Оболоні-ППО», У липні 1998 року приєднався до тренерського штабу третьої команди київського «Динамо». Влітку 2005 року перейшов на роботу в РВУФК (Київ). У 2009 році Павла Нєвєрова запросили тренувати дітей у футбольній школі «Динамо» (Київ).